# Zniknięcie Majorany
Zniknięcie Majorany (wł. La scomparsa di Majorana) – powieść sycylijskiego pisarza Leonardo Sciascii z 1975. Pierwsze polskie wydanie ukazało się w 1985 nakładem Wydawnictwa Pax w tłumaczeniu Kazimiery Fekecz. 
Autor przedstawia szczegółowo okoliczności zniknięcia wybitnego włoskiego fizyka teoretycznego - Ettore Majorany, jak również kulisy śledztwa, które prowadzono celem jego odnalezienia. Majorana, w początkach 1938, przerażony przeczuwanymi przez niego możliwościami wykorzystania energii jądrowej w celach militarnych, postanawia popełnić samobójstwo. Wieczorem 25 marca 1938 wsiadł na statek pocztowy płynący z Neapolu do Palermo (był, podobnie jak Sciascia, Sycylijczykiem), z zamiarem popełnienia samobójstwa. Zamiaru tego nie zrealizował i prawdopodobnie wsiadł o godz. 19 następnego dnia w rejs powrotny. Nie wiadomo czy dopłynął do Neapolu, czy wysiadł na ląd i czy w ogóle wsiadł na ten statek. Ślad po nim zaginął. Sciascia opisuje też późniejsze starania rodziny o wzmożenie działań poszukiwawczych u Giovanniego Gentile (sprawa sięgnęła samego Mussoliniego). Podaje też hipotezę w myśl której Majorana mógł schronić się w jednym z klasztorów na południu Włoch. Barwnie opisane jest włoskie i europejskie środowisko naukowe lat 30. XX wieku, związane z fizyką - uplastycznione są np. postacie Enrica Fermiego i Wernera Heisenberga.